# Parker-Hale M82
 Parker-Hale M82 — английская снайперская винтовка.
Технически представляет собой магазинную винтовку с продольно-скользящим поворотным затвором. Для стрельбы из снайперской винтовки применяются винтовочные патроны калибра 7,62×51 мм НАТО. Подача патронов при стрельбе производится из магазинов емкостью 4 патронов.
Винтовка комплектуется оптическим прицелом.